# Christopher Reinhard
Christopher Reinhard (ur. 19 maja 1985) to niemiecki piłkarz występujący na pozycji obrońcy w niemieckim klubie 1. FC Magdeburg. Wcześniej reprezentował barwy takich klubów jak Eintracht Frankfurt, Karlsruher i FC Ingolstadt 04.